# 1 Trianguli
1 Trianguli en vit stjärna i stjärnbilden Triangeln. 
1 Tri har visuell magnitud +7,52 och är inte synlig för blotta ögat. Den befinner sig på ett avstånd av ungefär 740 ljusår.